# Paul Rudolf Henning

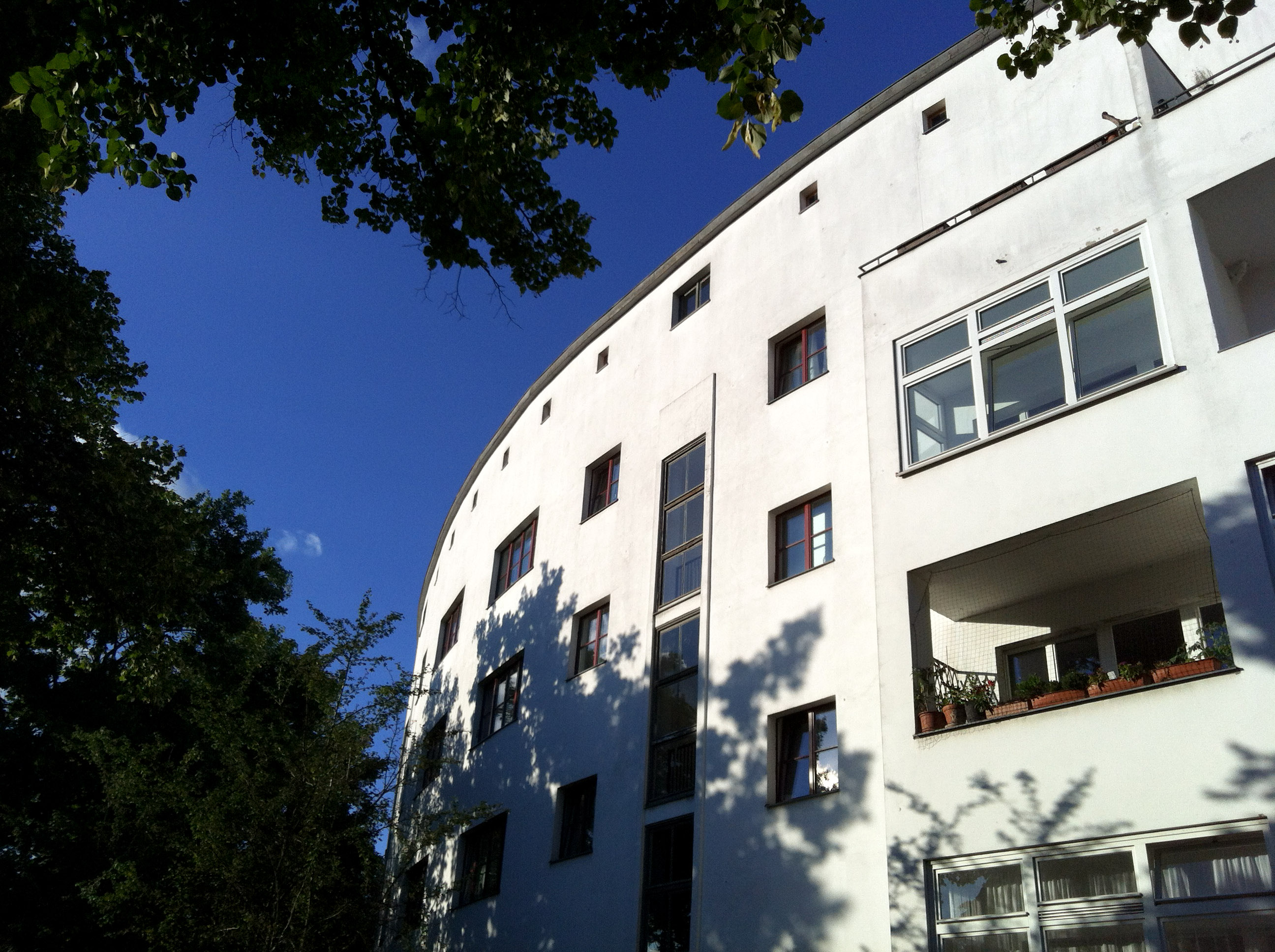
Wohnanlage mit abgerundeter Nordwestfassade in Berlin-Baumschulenweg

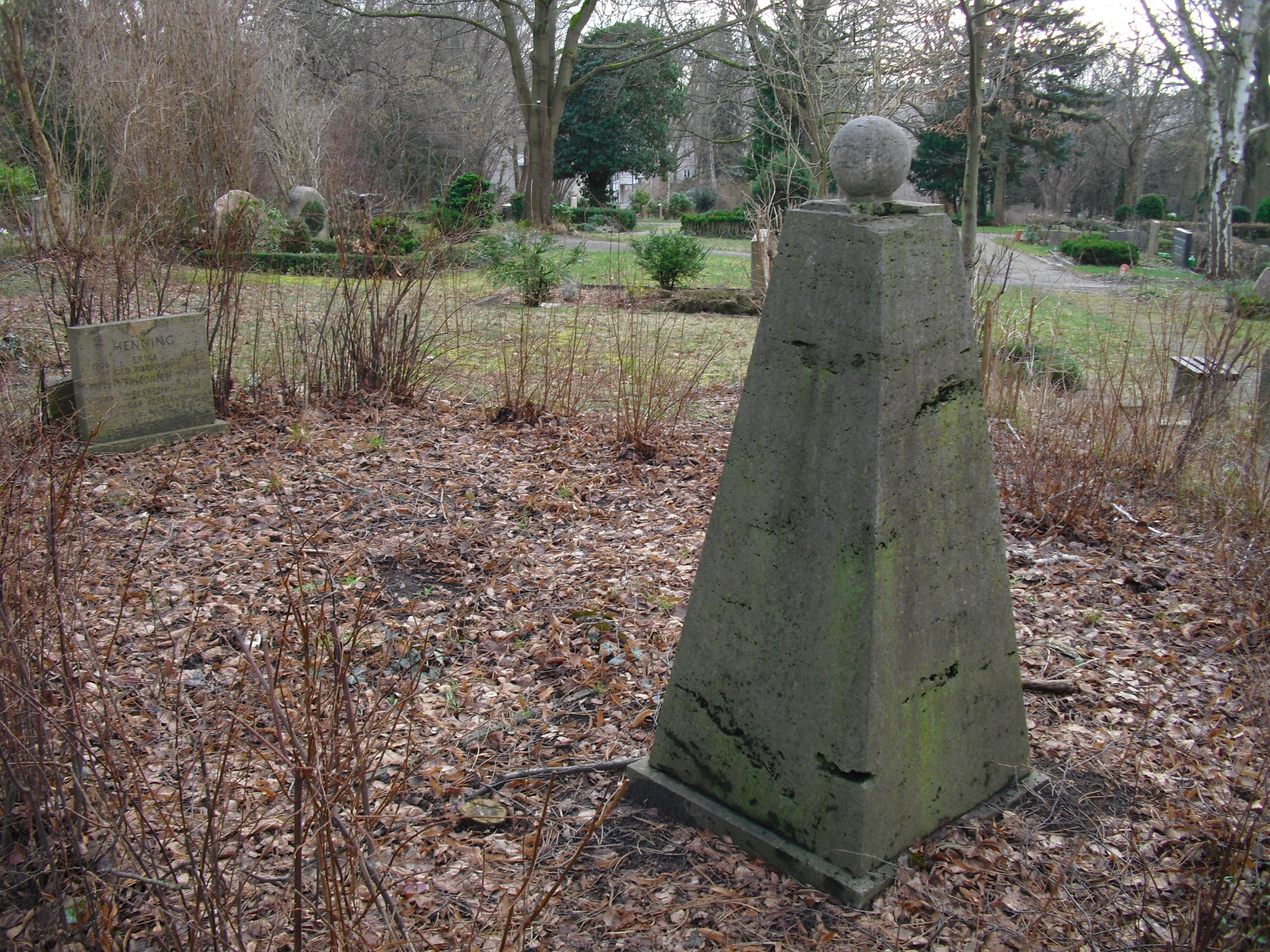
Das Familiengrab auf dem Friedhof Steglitz

Paul Rudolf Henning (* 15. August 1886 in Berlin; † 11. Oktober 1986 ebenda) war ein deutscher Bildhauer und Architekt.

## Leben
Paul Rudolf Henning war ein Vertreter der sachlichen Architektur des Neuen Bauens.
1921 bis 1923 hat er mit Erich Mendelsohn und Richard Neutra das Verlagshaus Rudolf Mosse in der Jerusalemer Straße in Berlin-Kreuzberg umgebaut und erweitert. 1931 entwarf er einen langgestreckten, strengen wie konsequenten Häuserblock in der Metastraße in Berlin-Lichtenberg. Seine Ideen galten bereits zu jener Zeit als äußerst fortschrittlich. Die Bauten waren in Nord-Süd-Richtung ausgerichtet und sorgten so für eine optimale Besonnung. Alle Wohnungen waren mit eigenem Badezimmer versehen.
Henning hat eine Vielzahl an modernen Wohnanlagen in Berlin geschaffen. Er arbeitete mit Walter Gropius und Hans Scharoun bei der Großsiedlung Siemensstadt zusammen. Die von ihm entworfene Siedlung in Baumschulenweg sowie die Wohnanlage in der Lichtenberger Metastraße stehen heute unter Denkmalschutz.
Sein Wohnhaus in Berlin-Südende, Bahnstraße 19 (heute Buhrowstraße) entwarf 1923 der Architekt Otto Rudolf Salvisberg.
In Kleinmachnow steht das denkmalgeschützte Haus Pungs, das Henning 1932 im Bauhaus-Stil für Elisabeth Pungs errichtet hat, Widerstandskämpferin in der Zeit des Nationalsozialismus.
Als Bildhauer ist Henning für expressionistische Skulpturen und Bauplastik bekannt. Das Grab Hennings befindet sich auf dem Friedhof Steglitz in Berlin. Den Grabstein hat er selbst gestaltet.

## Schriften
- Keramik und Baukunst. In: Die Form, Jg. 1, 1925/26, Heft 4, S. 76–78 (Digitalisat).